# عمارة العراق

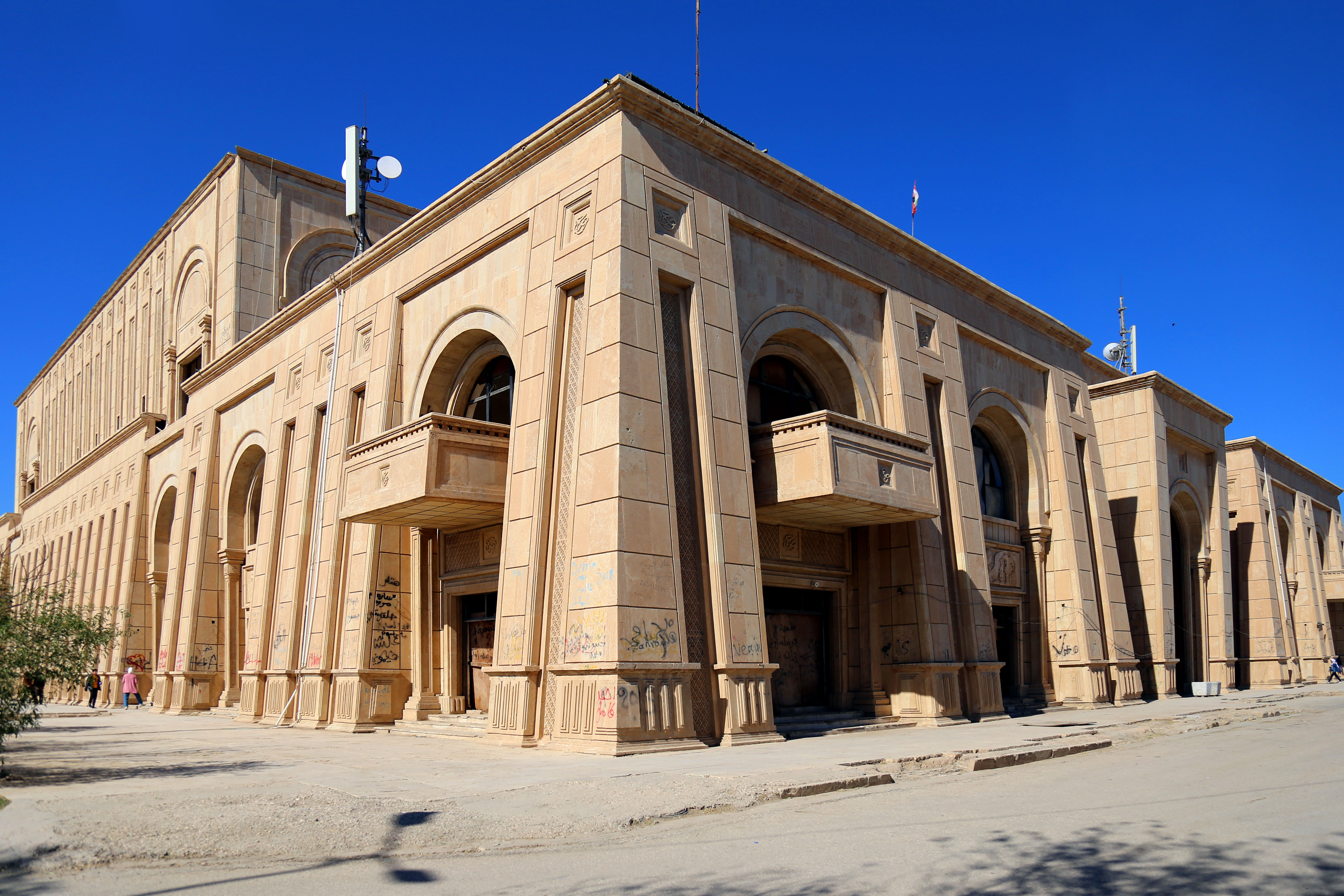
قصر صدام حسين في الحلة

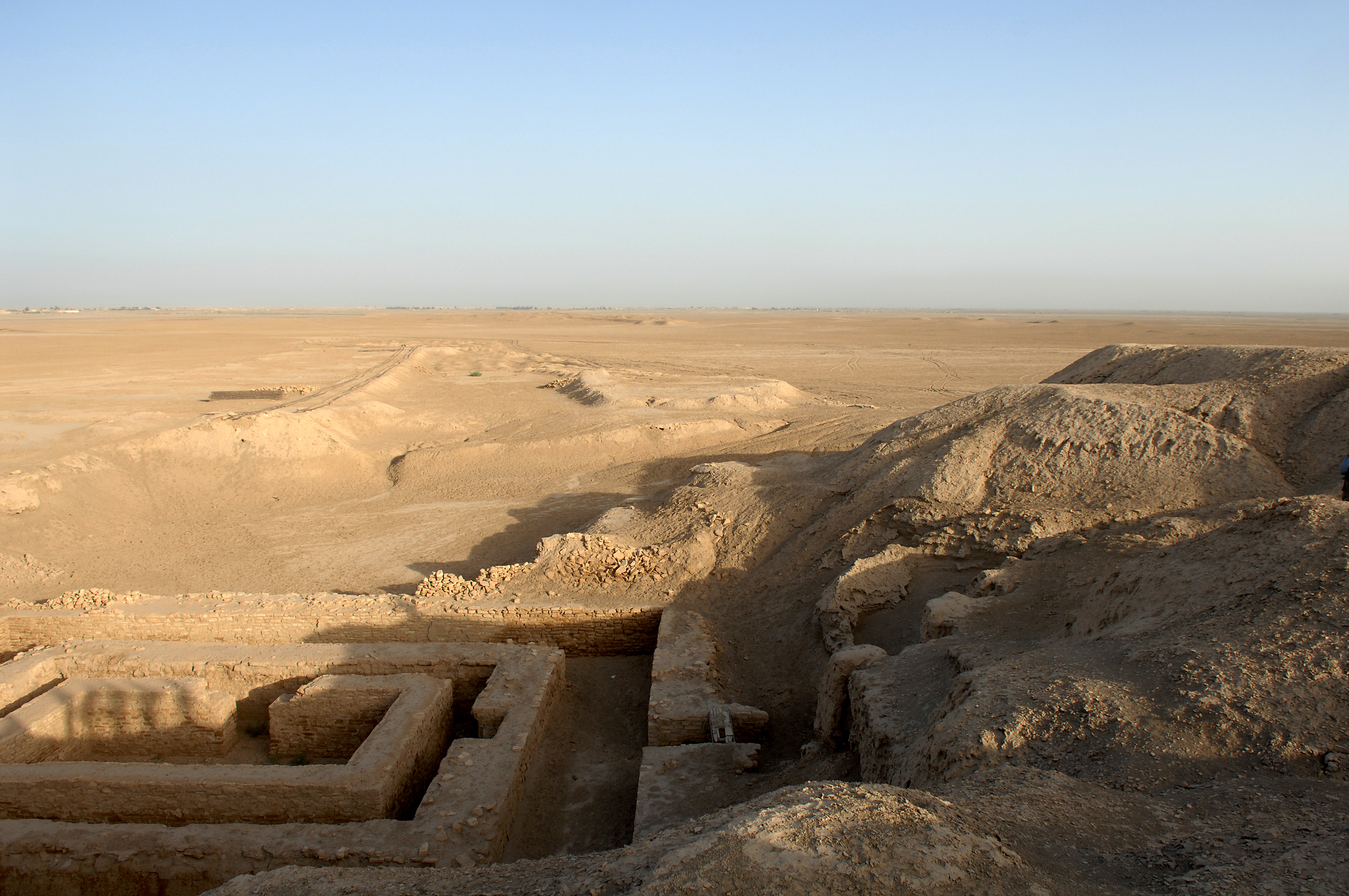
أوروك

تشمل عمارة العراق المباني ذات الأساليب المعمارية المختلفة الموجودة في العراق.

## بلاد ما بين النهرين
وقد ازدهرت العمارة الإسلامية في العصر الأموي والعباسي والعثماني.

### الخلافة المبكرة

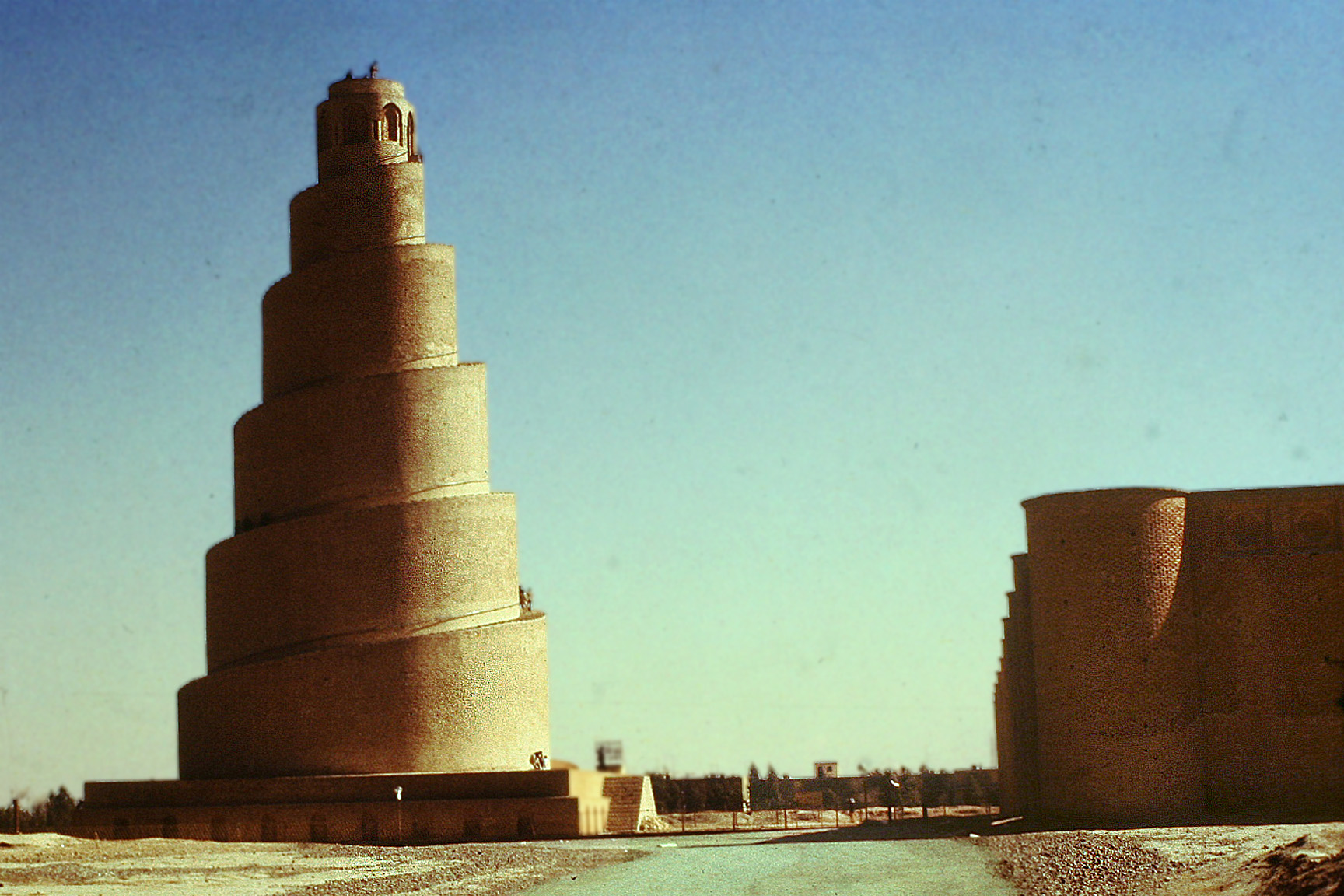
المئذنة الحلزونية للجامع الكبير في سامراء

في عهد الخلفاء الأوائل، شُيّدت المباني والمساجد. أسس الخليفة عمر مدينة البصرة. كما أسس عمر مدينة الكوفة، وسُمّيت باسمها بين عامي ٦٣٧ و٦٣٨ ميلاديًا، أي في نفس فترة تأسيس البصرة تقريبًا. كانت منطقة العراق قاعدة عسكرية مهمة في عهد الخلافة المبكرة.

### العمارة الأموية
تطورت العمارة الأموية في الخلافة الأموية بين عامي 661 و750، وخاصة في معاقلها في سوريا وفلسطين والعراق.
تأسست الخلافة الأموية عام 661، عندما تنازل الخليفة الحسن عن العرش لمعاوية بن أبي سفيان، مؤسس الدولة الأموية. وأصبح معاوية بن أبي سفيان، حاكم سوريا، أول خليفة أموي. وفي عهد الأمويين، استمرت الإمبراطورية العربية في التوسع، وامتدت في النهاية إلى آسيا الوسطى وحدود الهند في الشرق، واليمن في الجنوب، والساحل الأطلسي لما يُعرف الآن بالمغرب وشبه الجزيرة الأيبيرية في الغرب. بنى الأمويون مدنًا جديدة، وغالبًا ما كانت معسكرات عسكرية غير محصنة وفرت قواعد لمزيد من الفتوحات. كانت واسط في العراق أهم هذه المدن، وتضمنت مسجدًا مربعًا للجمعة بسقف معمد.

### العمارة العباسية
في منتصف القرن الثامن، تأسست مدينة بغداد الدائرية كعاصمة للدولة العباسية، عقب انتصار العباسيين على الخلافة الأموية. وبينما اعتاد الأمويون إعادة استخدام المباني التي سبقت الإسلام في المدن التي غزوها، إلا أن العديد من هذه المباني تطلبت استبدالًا بحلول العصر العباسي. أسس العباسيون العديد من المدن في جميع أنحاء الإمبراطورية. وفي عام 836، تأسست سامراء. بُنيت المنطقة المركزية للمدينة في البداية في عهد المعتصم بالله، ثم شهد عهدي الواثق والمتوكل عليه المزيد من التطوير.

### العثماني
يعد جامع الوزير وجامع المقام من نماذج العمارة العثمانية في العراق.

## حديث

### مملكة العراق
في خمسينيات القرن العشرين، ومع ازدياد ثراء العراق بفضل عائدات النفط في عهد الملك فيصل الثاني، طُلب تنفيذ العديد من المشاريع المهمة. دُعي العديد من المهندسين المعماريين الأجانب، بمن فيهم والتر جروبيوس ولو كوربوزييه، إلى العراق لتصميم العديد من المباني العامة خلال هذه الفترة. وكان من بينهم المهندس المعماري الأمريكي فرانك لويد رايت، الذي وضع خطة بغداد الكبرى، والتي تضمنت مركزًا ثقافيًا ودار أوبرا وجامعة على مشارف بغداد. ومع ذلك، لم تُبنى أبدًا بسبب انهيار النظام الملكي عام 1958.

### بعد عام 1958
خلال فترة ولايته كرئيس، أشرف صدام حسين على بناء العديد من المعالم والقصور، بما في ذلك قوس النصر وقصر الفاو. وقد وُصف العديد من هذه القصور بأنها مبتذلة ولا تمثل التقاليد المعمارية العراقية الفعلية.

### فهرس
- Al-Janabi، Tariq Jawad (1982). Studies In Mediaeval Iraqi Architecture. Baghdad: Republic of Iraq. Iraq: Ministry of Culture and Information State Organization of Antiquities and Heritage.
- Le Strange، Guy (1900). Baghdad during the Abbasid Caliphate from contemporary Arabic and Persian Sources.
- Northedge، Alastair (2008). The Historical Topography of Samarra: Samarra Studies I. London: The British School of Archeology in Iraq. ISBN:9780903472227. مؤرشف من الأصل في 2023-02-27.
- Petersen، Andrew (11 مارس 2002). Dictionary of Islamic Architecture. Taylor & Francis. ISBN:978-0-203-20387-3. مؤرشف من الأصل في 2023-09-18. اطلع عليه بتاريخ 2013-03-06.